# 11782 Nikolajivanov
11782 Nikolajivanov este un asteroid din centura principală de asteroizi.

## Descriere
11782 Nikolajivanov este un asteroid din centura principală de asteroizi. A fost descoperit pe 8 octombrie 1969 la Observatorul de Astrofizică din Crimeea de Liudmila Cernîh. Asteroidul prezintă o orbită caracterizată de o semiaxă mare de 2,41 ua, o excentricitate de 0,18 și o înclinație de 2,4° în raport cu ecliptica.